# Voorgracht (Montfoort)
De Voorgracht is de naam van een gracht die deel uitmaakt van de voormalige verdedigingswerken van de Utrechtse plaats Montfoort. 
De Voorgracht liep langs de stadsmuur van Montfoort van de Hollandse IJssel tot aan De Valk en werd overspannen door een brug ter hoogte van de voormalige Willeskopperpoort. Het gedeelte tot aan de Willeskopperpoort is bewaard gebleven. Vanaf de Willeskopperpoort tot aan De Valk is de gracht gedempt.

## Afbeeldingen

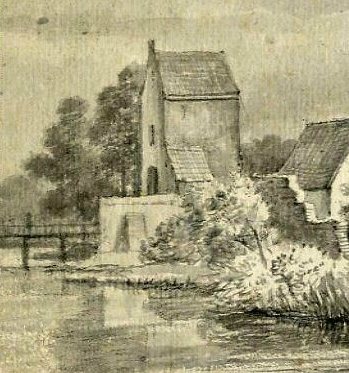
Situatie in 1831
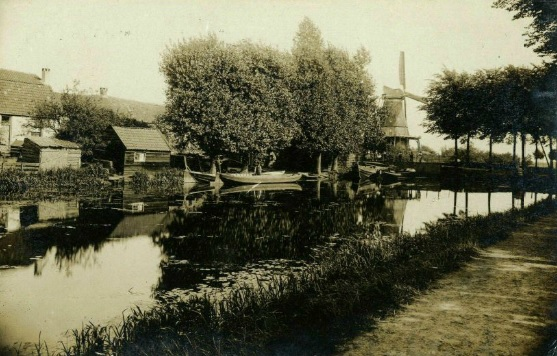
Situatie omstreeks 1920
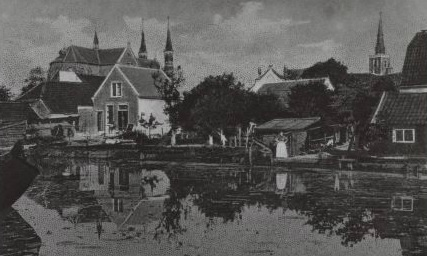
Situatie in 1923
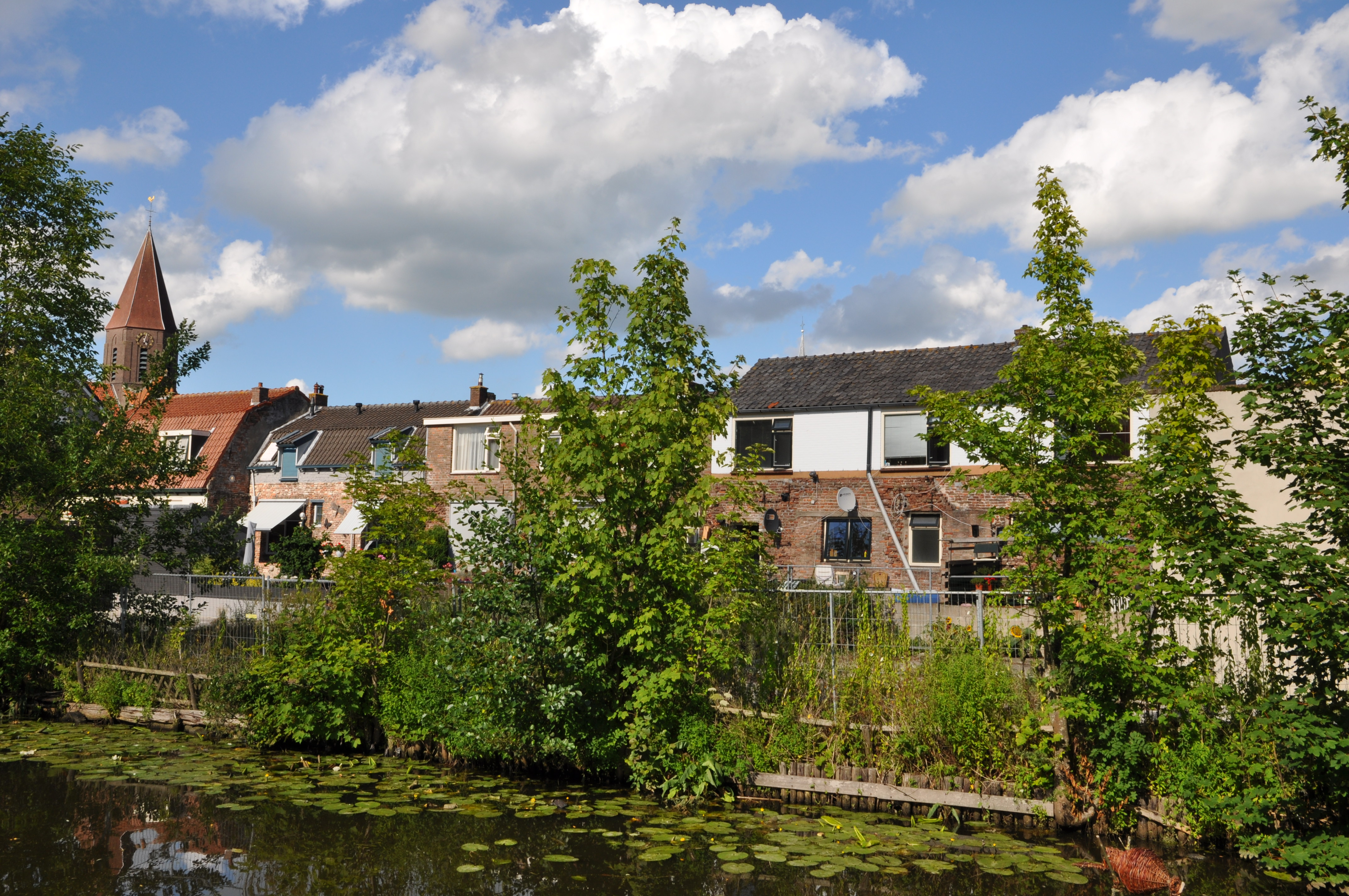
Situatie in 2013